# Просдокије
Просдокије (лат. Prosdocymus) је хришћански светитељ и мученик, епископ и заштитник града Падове у Италији.

## Биографија
Просдокије је био епископ у Падови крајем III века. Претпоставља се, да је био рукоположен за епископа крајем III века, када је у Падови је већ постојала заједница хришћана, од којих су многи претрпели мучеништво за време прогона цара Диоклецијана. 
- Светиште Сан Просдоциме у Падови
- Бас-рељеф Св Просдоциме
- гробница

Умро је око 300. године.